# Manduca vestalis
Manduca vestalis är en fjärilsart som beskrevs av Jordan 1917. Manduca vestalis ingår i släktet Manduca och familjen svärmare. Inga underarter finns listade i Catalogue of Life.